# Чернолик
Чернолик (болг. Чернолик) — село в Болгарии. Находится в Силистренской области, входит в общину Дулово. Население составляет 1 470 человек.

## Политическая ситуация
В местном кметстве Чернолик, в состав которого входит Чернолик, должность кмета (старосты) исполняет Бейджан Фикрет Исмаил (Движение за права и свободы (ДПС)) по результатам выборов правления кметства.
Кмет (мэр) общины Дулово — Митхат Мехмед Табаков (Движение за права и свободы (ДПС)) по результатам выборов в правление общины.